# 无菌操作
无菌操作（英語：aseptic technique）是指在执行医疗、护理技术过程中，防止一切微生物侵入机体和保持无菌物品及无菌区域不被污染的操作技术和管理方法，由约瑟夫·李斯特在1865年首次提出。